# 吉田博彦
吉田 博彦（よしだ ひろひこ、1967年〔昭和42年〕1月21日 - ）は、日本のゲームクリエイター、実業家。
東京都千代田区神田駿河台生まれ。アダルトゲームブランド「âge（アージュ）」・「mirage（ミラージュ）」の代表、および同ブランドの運営会社の株式会社アシッドの代表取締役。
âgeにおいては主に「ヨシダという生き物」というスタッフネームを使用しているが、役割によっては「まふまふ仔犬ちゃん」というスタッフネームも使用している。現在は、いわゆる「泣きゲー」、「燃えゲー」をリリースしている関係で、「吉宗鋼紀」（よしむね こうき）というスタッフネームを使用する機会が多い。また、âge広報の斉藤Kが、『君のぞらじお』内で「キーコー」（「鋼紀」をいわゆる業界風に逆さ読みしたもの）と呼んだことから、ユーザーからも「キーコー」と呼ばれることが多くなった。

## 概要
大手広告代理店、雑誌社を渡り歩いた後、コンシューマゲームメーカー・「パンドラボックス」に入社。同社で開発・プロデュース等を担当したが、当時吉田とともに開発を担当していたスタッフらと1999年に独立し、有限会社アシッド（現・株式会社アシッド）を設立、アダルトゲームブランド「relic」（現：âge）を立ち上げた。
âgeの出世作となった『君が望む永遠』では、広告代理店勤務時代に培った広報戦術を応用し、アダルトゲーム業界では前代未聞の広報戦略を採用したことで話題となった。なお『君が望む永遠』、『マブラヴ』、『マブラヴ オルタネイティヴ』の3作は吉田原案の企画である。âgeでは、全作品で製作総指揮を担当している。
また、パンドラボックス製作の『晦-つきこもり』というゲームに真田泰明役として登場している。
所有しているイタリア車、ランボルギーニ・ガヤルドやランチア・ストラトスをアージュのゲームキャラを車体に描いた痛車にしている。『WIRED』に取材されたこともあり、痛車やアージュ関連のイベントでもたびたび出展されている。

## 主な製作作品
製作総指揮のみ担当した作品は除く。

### パンドラボックス
コンシューマーゲーム
- 幕末降臨伝ONI - 協力
- 戦国サイバー 藤丸地獄変 - 美術
- 蒼天の白き神の座 GREAT PEAK - 動画、アートディレクション

### âge
PCゲーム
- 君が望む永遠 - 原作
- マブラヴ - 原案、シナリオ、メカニックデザイン
- マブラヴ オルタネイティヴ - 原案、シナリオ、メカニックデザイン
- マブラヴ オルタネイティヴ トータル・イクリプス - 企画、原作、総監修、シナリオ、キャラクターデザイン、メカニックデザイン、声の出演
- School Days （オーバーフロー製作） - サウンドプロデューサー

ノベル
- マブラヴ オルタネイティヴ トータル・イクリプス - 原作、メカニックデザイン